# Andrés Palacios
Andrés Palacios (Santiago, 13 de maio de 1975) é um ator mexicano de origem chileno.

## Biografia
Aos dois anos de idade foi viver no México, país que que considera seu lugar de origem. Ainda menino, praticou natação e ginástica olímpica. Tem licenciatura em Mercadotecnica e Publicidade. Também trabalhou como modelo e fez campanhas de publicidade, ingressou no Centro de Formação de Atores da TV Azteca.
Estreou na televisão em 1999, na telenovela Romántica obsesión, produção da Azteca. No mesmo canal fez outras novelas como Háblame de amor, El amor no es como lo pintan, La duda, Belinda, entre outras.
Seu reconhecimento veio em 2004, quando participou da novela Las Juanas, interpretando um dos personagens principais da trama. 
Em 2005 protagonizou a versão mexicana da novela Amor en custodia, junto com Margarita Gralia, Sergio Basañez e Paola Nuñez.
Em 2008 protagonizou a mini-novela Noche eterna, junto com Marimar Vega. No mesmo ano, integrou o elenco de Deseo prohibido, outra mini-novela.
Em 2012 integrou o elenco da novela Amor cautivo.
Em 2014 estréia na Telemundo, na telenovela Camelia la Texana. No mesmo ano, integrou o elenco da novela Señora Acero.
Em julho de 2015, o ator entrou para o cast de atores da Televisa. Em dezembro do mesmo ano, é confirmado como um dos protagonistas da telenovela Las amazonas, produção de Salvador Mejía.
Em 2020 ele trabalha com a produtora Giselle González na telenovela Imperio de mentiras, interpretando o protagonista 'Leonardo', ao lado de Angelique Boyer.

## Filmografia

### Telenovelas
- Amor amargo (2024/25) .... Tomás Jiménez López
- Tierra de esperanza (2023) .... Santos Sandoval Soler
- La madrastra (2022) .... Esteban Lombardo Fuentes
- Amor dividido (2022) .... Bruno García Solís
- Imperio de mentiras (2020/21) .... Leonardo "Leo" Velasco Rodríguez [15]
- La usurpadora (2019) .... Carlos Bernal Meija
- Tenías que ser tú (2018) - Miguel "Micky" Carreto Jiménez
- El vuelo de la victoria (2017) ....  Raúl de la Peña Ruiz
- El bienamado (2017) .... Homero Fuentes
- Las amazonas (2016) .... Alejandro San Román
- Señora Acero (2014) .... Eliodoro Flores Tarso
- Camelia la Texana (2014) .... Teniente Facundo García
- Fortuna (2013) .... Gabriel Ledesma / Gabriel Altamirano Ledesma
- Amor cautivo (2012) .... Javier del Valle
- Cielo rojo (2011) .... Natán Garcés
- Vidas robadas (2010) .... Martín Sandoval
- Eternamente tuya (2009) .... Juan Pablo Tovar
- Deseo prohibido (2008) .... Nicolás
- Noche eterna (2008) .... Darío Franco
- Mientras haya vida (2007) .... Sergio Juárez
- Amor en custodia (2005/06) .... Nicolás Pacheco
- Las Juanas (2004/05) .... Álvaro Matamoros
- Belinda (2004) .... Jesús Infante
- La duda (2002/03) .... Chimino
- El país de las mujeres (2002) ....
- El amor no es como lo pintan (2000/01) .... Jaime Galán Valdés
- Háblame de amor (1999)
- Romántica obsesión (1999)

### Diretor
- Pasión morena (2009/10) .... Diretor de cena e camêras

### Séries
- La usurpadora (2019) - Carlos Daniel Bernal
- Justicia Ciega (2010)
- Capadocia (2010) - Gabo

### Cinema
- Valiente
- Sucedio en un diia (2010)
- Hidalgo, la historia jamas conctada (2010) - Morelos
- Amor a Primera Vista (2009)

## Prêmios

### Prêmios TVyNovelas
| Ano  | Categoria                | Telenovela        | Resultado |
| ---- | ------------------------ | ----------------- | --------- |
| 2019 | Melhor ator protagonista | Tenías que ser tú | Indicado  |
| 2017 | Melhor ator protagonista | Las amazonas      | Indicado  |

### Prêmios Bravo
| Ano  | Categoria             | Telenovela       | Resultado |
| ---- | --------------------- | ---------------- | --------- |
| 2006 | Melhor ator revelação | Amor en custodia | Venceu    |